# Mirova
Mirova est une société de gestion d'actifs internationale destinée à l'investissement responsable et une filiale de Natixis Investment Managers. Au 30 septembre 2024, Mirova et ses filiales gèrent 31,9 milliards d'euros. La société est une entreprise à mission, labellisée B Corp,.
Mirova propose des stratégies d'investissement à travers 7 classes d'actifs : actions, revenus fixes (obligations vertes et sociales), gestion multi-actifs, investissement à impact social, capital-investissement à impact, infrastructure de transition énergétique, capital naturel.
Le siège social de Mirova est situé à Paris, en France. La société est également présente à Londres, Boston, Nairobi, Singapour et Luxembourg.

## Histoire
Mirova, initialement établi comme un département au sein d'Ostrum Asset Management (anciennement Natixis Asset Management), a été fondé en 2012 par Philippe Zaouati,. En 2014, Mirova est devenue une filiale directe de Natixis Investment Managers. En 2015, la société a lancé stratégies mondiales pour les obligations vertes et a développé une méthodologie pour mesurer l'empreinte carbone de tous les investissements de Mirova,.  
En 2017, Mirova a élargi son offre en acquérant une participation majoritaire dans Althelia, une plateforme d'investissement destinée à la gestion durable du capital naturel, englobant à la fois les ressources terrestres et marines.
En 2019, la société a finalisé l'acquisition de Mirova Natural Capital, désormais Mirova UK Ltd (anciennement connue sous le nom d'Althelia Ecosphere). La même année, l’entreprise a créé sa filiale américaine Mirova US LLC et a lancé une stratégie actions destinée à l’égalité femmes-hommes.
En 2020, Mirova est devenue une entreprise à mission selon la loi française,, ce qui implique de définir une « raison d'être » et de fixer des objectifs sociaux, sociétaux ou environnementaux au-delà du profit. Pour la quatrième année consécutive, Mirova et sa plateforme de capital naturel ont été incluses dans la liste ImpactAssets 50 (« IA 50 »),.
La même année, Mirova a obtenu la certification B Corp,, qui témoigne de son engagement environnemental et social, et a créé Mirova Foundation, un fonds de dotation qui vise à soutenir des projets d’intérêt général présentant un fort potentiel d’impact environnemental ou social, en France ou à l’international (anciennement connu sous le nom de Mirova Forward). En outre, Mirova a commencé à développer une méthodologie pour analyser l'impact des investissements listés sur la biodiversité.  
En 2021, Mirova a introduit une stratégie de capital-investissement à impact,. La même année, Mirova a été reconnue comme « investisseur responsable de l'année » et a reçu le prix de « l'initiative d'investissement social de l'année »[Par qui ?],. La même année, la société a été nommée « gestionnaire d'actifs réels de l'année » et « fonds d'énergies renouvelables de l'année » par Environmental Finance.
En 2022, la société a acquis SunFunder, un spécialiste de l'investissement dans les énergies propres et le climat des marchés émergents basé à Nairobi, au Kenya,. L’entreprise a par ailleurs procédé à un élargissement de sa gamme de produits obligataires avec le lancement de deux nouvelles stratégies la même année.
Par ailleurs, 11 fonds actions de Mirova ont obtenu une note de 5 feuilles auprès de Climetricsen 2022. La société s'est également bien classée dans les Trophées de la finance responsable 2020 et le Grand Prix de la Finance 2022 (H24), y compris la première place dans la catégorie des entreprises préférées en matière d’ESG[source insuffisante],.
En 2023, Mirova a lancé sa sixième stratégie destinée aux infrastructures de transition énergétique, avec pour objectif de lever jusqu’à 2 milliards d'euros,, ainsi qu'une deuxième stratégie destinée à l'utilisation durable des terres. La même année, Mirova et Robeco ont lancé une initiative de marché pour développer une base de données mondiale de facteurs d'émissions évitées et d'émissions évitées associées au niveau de l'entreprise.
Mirova a reçu une mention spéciale lors des Funds Europe Awards dans la catégorie « European Fixed Income Fund Manager of the Year ». Le Global Sustainable Equity Fund de la société a remporté le prix du « Meilleur fonds d'actions mondiales durables » lors de la remise des prix de l'investissement durable de l'Investment Week.[source insuffisante] La société a également reçu un « Certificate of the Best Management for Five Years » aux CORBEILLES MIEUX VIVRE VOTRE ARGENT[source insuffisante],. Lors du Grand Prix de la Finance 2023 (H24), Mirova a été reconnue comme l'entreprise ESG préférée et a remporté la première place dans plusieurs catégories, y compris l'impact climatique et social[source insuffisante],.